# 2013 RD124
2013 RD124, também escrito como 2013 RD124, é um objeto transnetuniano (TNO) que está localizado no Cinturão de Kuiper, uma região do Sistema Solar. Este corpo celeste é classificado como um cubewano. Ele possui uma magnitude absoluta de 6,80 e tem um diâmetro com cerca de 206 km. O astrônomo Mike Brown lista este corpo celeste em sua página na internet como um candidato a possível planeta anão.

## Descoberta
2013 RD124 foi descoberto no dia 2 de setembro de 2013 pelo astrônomo Marc W. Buie.

## Órbita
A órbita de 2013 RD124 tem uma excentricidade de 0,094 e possui um semieixo maior de 42,912 UA. O seu periélio leva o mesmo a uma distância de 38,874 UA em relação ao Sol e seu afélio a 46,949 UA.